# جيرهارد والدمان
جيرهارد والدمان هو سباح سويسري، ولد في 28 مايو 1959.

## وصلات خارجية
- جيرهارد والدمان على موقع الاتحاد الدولي للسباحة (الإنجليزية)
- جيرهارد والدمان على موقع أوليمبيديا (الإنجليزية)